# Mirafra albicauda
A Mirafra albicauda a verébalakúak (Passeriformes) rendjébe, ezen belül a pacsirtafélék (Alaudidae) családjába tartozó faj.

## Rendszerezése
A fajt Anton Reichenow német ornitológus írta le 1891-ben.

## Előfordulása
Afrikában, Csád, Dél-Szudán, Etiópia, Kenya, a Kongói Demokratikus Köztársaság, Szudán, Tanzánia és Uganda területén honos. Természetes élőhelyei a szubtrópusi és trópusi száraz és ideiglenesen elárasztott füves puszták, valamint tavak környéke. Állandó, nem vonuló faj.

## Megjelenése
Testhossza 13 centiméter, testtömege 20-25 gramm.

## Életmódja
Rovarokkal és magokkal táplálkozik. Márciustól májusig költ.

## Természetvédelmi helyzete
Az elterjedési területe nagyon nagy, egyedszáma ugyan csökken, de még nem éri el a kritikus szintet. A Természetvédelmi Világszövetség Vörös listáján nem fenyegetett fajként szerepel.